# Thiscia jaraguensis
Thiscia jaraguensis är en insektsart som beskrevs av Schmidt 1932. Thiscia jaraguensis ingår i släktet Thiscia och familjen Acanaloniidae. Inga underarter finns listade i Catalogue of Life.